# Nikolái Zaremba

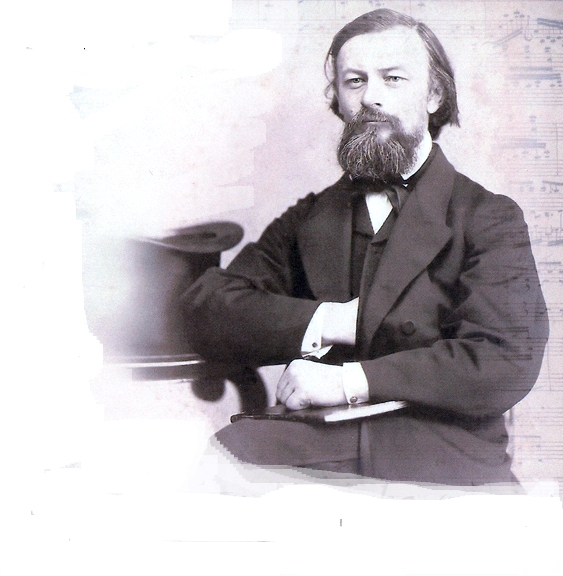
Nikolái Zaremba

Nikolái Ivánovich Zaremba (15 de junio de 1821 - 8 de abril de 1879) fue un teórico musical y compositor ruso. Zaremba nació en la provincia de Vítebsk. Fue uno de los primeros profesores del Conservatorio de San Petersburgo fundado en 1862. En 1867 sucedió a Antón Rubinstein como director del conservatorio, cargo que ocupó hasta 1871. Falleció en la ciudad de San Petersburgo en 1879. Su estudiante más famoso en el conservatorio fue Piotr Ilich Chaikovski. Entre otros famosos estudiantes se encontraba Vasili Safónov.

## Biografía
El conservadurismo extremo marcó su forma de enseñar respecto a lo que esperaba de sus alumnos. Conjuntamente con Antón Rubinstein, y en oposición a las tendencias futuristas del grupo denominado Los Cinco, Zaremba tuvo sospechas, siempre hostiles, hacía los nuevos estilos musicales. En ese sentido, trató de conservar como lo que consideró la mejor tradición occidental de un pasado inmediato. Zaremba idolatraba a Beethoven, en especial sus últimos trabajos, pero sus gustos personales habían progresado no más allá de Mendelssohn. Si alguien le hubiese preguntado acerca de Hector Berlioz, Robert Schumann o, acercándose más a casa, por Mijaíl Glinka, Zaremba hubiese tenido que admitir probablemente que no conocía nada.
David Brown, biógrafo de Chaikovski escribió que el principal déficit de Zaremba fue una total falta de verdadera creatividad musical o de cualquier otro tipo de imaginación. Como fue explicado por Bellerman, a partir de ahí, al apegarse al manual de la composición de su maestro, Adolph Bernhard Marx, Zaremba envió a sus estudiantes a estudiar en un estricto contrapunto con el Modo Gregoriano. Debido a su falta de inventiva, el único modo de Zaremba para mejorar una composición de un estudiante fue la de imponer férreas y estrictas reglas de composición que al parecer aprendió por su propia cuenta.
Zaremba tenía pocas, si las tenía, energías creativas por cuenta propia, no habiendo publicado nada. Señaló haber compuesto por lo menos una sinfonía, un cuarteto al estilo de Joseph Haydn, y un oratorio titulado Juan el Bautista. Para un profesor de composición de un conservatorio, esta magra composición musical es considerada inusual. 
Esta falta de composiciones musicales puede haber contribuido a la mala opinión generalizada sobre Zaremba, un punto de vista que compartió Chaikovski en última instancia. Dado que Zaremba fue el que animó inicialmente a Chaikovski a aplicarse más en sus estudios musicales, diciéndole entre otras cosas que tenía talento incuestionable, lo empujó a trabajar diligentemente, lo cual podría haber sido doblemente desconcertante para este, debido a la falta de esfuerzo compositivo por parte de Zaremba.
El conservadurismo extremo marcó su forma de enseñar respecto a lo que esperaba de sus alumnos. Conjuntamente con Antón Rubinstein, y en oposición a las tendencias futuristas del grupo denominado Los Cinco, Zaremba tuvo sospechas, siempre hostiles, hacía los nuevos estilos musicales. En ese sentido, trató de conservar como lo que consideró la mejor tradición occidental de un pasado inmediato. Zaremba idolatraba a Beethoven, en especial sus últimos trabajos, pero sus gustos personales habían progresado no más allá de Mendelssohn. Si alguien le hubiese preguntado acerca de Hector Berlioz, Robert Schumann o, acercándose más a casa, por Mijaíl Glinka, Zaremba hubiese tenido que admitir probablemente que no conocía nada.
David Brown, biógrafo de Chaikovski escribió que el principal déficit de Zaremba fue una total falta de verdadera creatividad musical o de cualquier otro tipo de imaginación. Como fue explicado por Bellerman, a partir de ahí, al apegarse al manual de la composición de su maestro, Adolph Bernhard Marx, Zaremba envió a sus estudiantes a estudiar en un estricto contrapunto con el Modo Gregoriano. Debido a su falta de inventiva, el único modo de Zaremba para mejorar una composición de un estudiante fue la de imponer férreas y estrictas reglas de composición que al parecer aprendió por su propia cuenta.
Zaremba tenía pocas, si las tenía, energías creativas por cuenta propia, no habiendo publicado nada. Señaló haber compuesto por lo menos una sinfonía, un cuarteto al estilo de Joseph Haydn, y un oratorio titulado Juan el Bautista. Para un profesor de composición de un conservatorio, esta magra composición musical es considerada inusual. 
Esta falta de composiciones musicales puede haber contribuido a la mala opinión generalizada sobre Zaremba, un punto de vista que compartió Chaikovski en última instancia. Dado que Zaremba fue el que animó inicialmente a Chaikovski a aplicarse más en sus estudios musicales, diciéndole entre otras cosas que tenía talento incuestionable, lo empujó a trabajar diligentemente, lo cual podría haber sido doblemente desconcertante para este, debido a la falta de esfuerzo compositivo por parte de Zaremba.